# Bogoljub Karić
Bogoljub Karić, cyr. Богољуб Карић (ur. 17 stycznia 1954 w Peciu) – serbski przedsiębiorca i polityk, współtwórca rodzinnego koncernu Kompanija Braća Karić, kandydat na urząd prezydenta.

## Życiorys
Ukończył studia z zakresu geografii na Uniwersytecie w Prisztinie, magisterium z ekonomii uzyskał na Uniwersytecie w Niszu. Działalność zawodową zaczynał od grania na gitarze w zespole „Plava zvezda”, później otworzył zakład fotograficzny w rodzinnej miejscowości. Następnie w połowie lat 70. wraz z braćmi Dragomirem, Zoranem i Sretenem oraz siostrą Oliverą uruchomili prywatną rodzinną fabrykę „Braća Karić”, produkującą maszyny rolnicze. Firma rozwijała się zwłaszcza w latach 90., przekształcając się w koncern, działający również w Rosji, funkcjonujący w branżach budowlanej, finansach i bankowości, telekomunikacji i ubezpieczeń. Bogoljub Karić z rodziną poprzez swoje firmy pozyskał kontrolę nad różnymi czasopismami, prywatną telewizją, dostawcą usług internetowych. Założył także pierwszy prywatny uniwersytet w Serbii.
W latach 90. Bogoljub Karić stał się jednym z najbogatszych ludzi w Jugosławii. Uchodził w tym okresie za „kasjera” Slobodana Miloševicia i sponsora jego reżimu. Od października 1998 do listopada 1999 Bogoljub Karić zasiadał w serbskim rządzie jako minister bez teki.
Po obaleniu Slobodana Miloševicia i zmianie władzy został objęty postępowaniem karnym dotyczącym wyprowadzenia pieniędzy z jednego z banków. W 2001 na pewien czas rodzina opuściła kraj. W 2004 Bogoljub Karić wystartował w wyborach prezydenckich, zajmując w nich 3. miejsce (z wynikiem ponad 19% głosów). Utworzył też własne ugrupowanie Ruch Siła Serbii, kontrolowane przez członków rodziny (brata Dragomira i żonę Milankę). W 2006 w obawie przed tymczasowym aresztowaniem w związku z zarzutami defraudacji i oszukania skarbu państwa na kwotę około 40 milionów euro Bogoljub Karić uciekł z kraju. Poszukiwany przez Interpol, wyjechał do Rosji, gdzie otrzymał azyl. W 2016 prowadzone wobec niego w Serbii postępowania zawieszono (powołując się na przedawnienie i brak dowodów), a poszukiwania zostały odwołane. Bogoljub Karić powrócił w tym samym roku do kraju.
W 2022 został wpisany na listę osób objętych sankcjami UE, co uzasadniono jego powiązaniami i relacjami z reżimem prezydenta Białorusi Alaksandra Łukaszenki.